# Айкуайвенчорр
Айкуайвенчорр (Айкуайвентчорр) — гора в Хибинах, возле города Кировска высотой 1075 метров над уровнем моря.
Название происходит от саамского: «айк» — составная часть наименования женских богинь, культа матери бога; «уайвенчорр» — небольшая гора с плоской или округлой вершиной. Все вместе переводится на русский язык как «Гора с головой матери Бога». Часто используется вольный поэтический перевод Айкуайвенчорр — «Спящая красавица»
На склонах горы расположены горнолыжные подъёмники (кресельный, гондольно-кресельный и шесть бугельных) и трассы для занятия горнолыжным спортом и сноубордингом. Протяженность трасс — около 30 км.
Могульная трасса, трамплины для фристайла.
Имеются трамплины для занятия спортом и проведения соревнований по прыжкам на лыжах с трамплина.
На южном склоне горы бёрет начало река Айкуайвенйок.